# Polder Halfweg

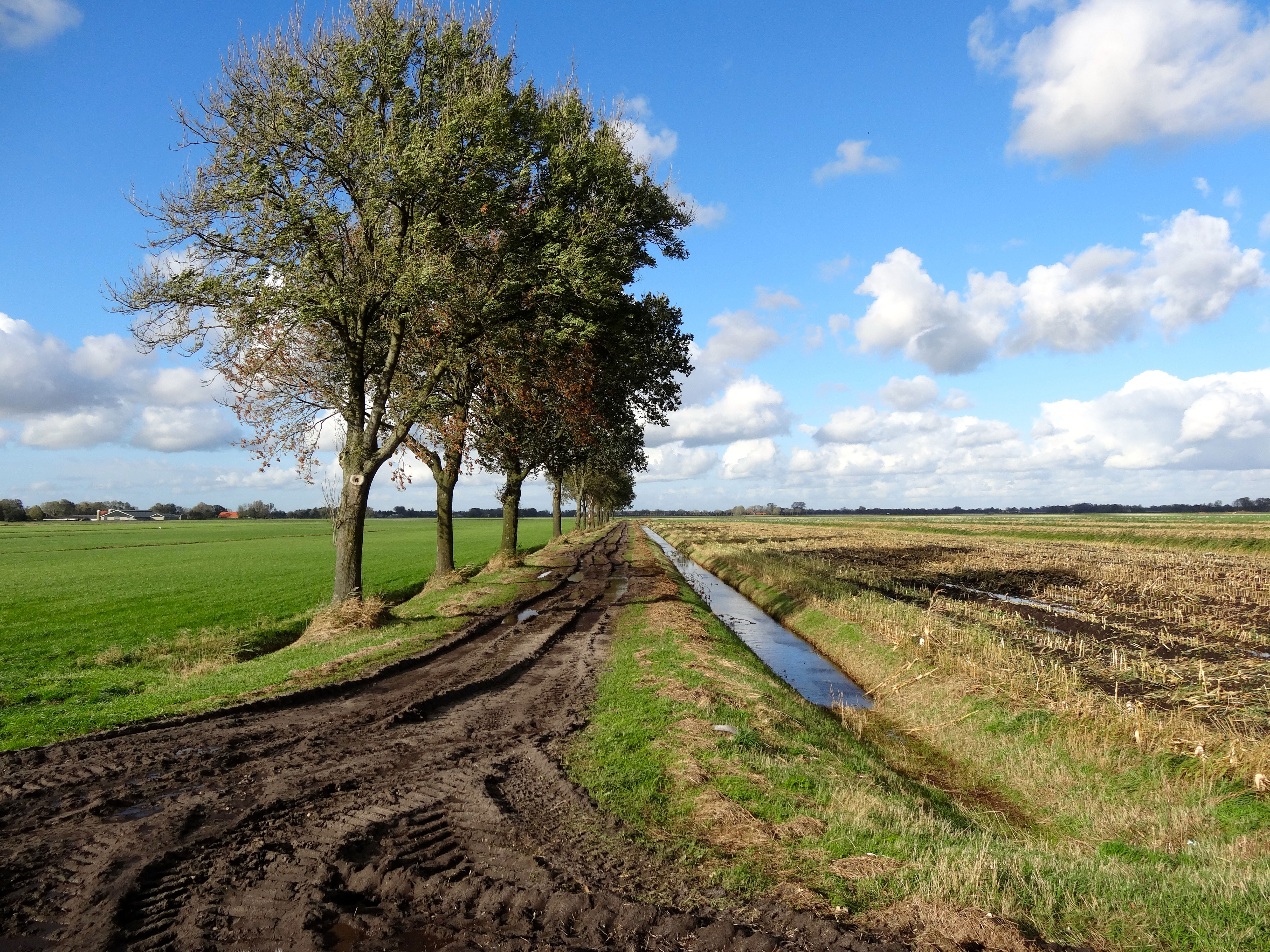
Polder Halfweg gezien vanaf de Thijssengracht in noordelijke richting

De Polder Halfweg is een polder van 940 hectare ten noordwesten van Giethoorn in de Nederlandse provincie Overijssel.

## Beschrijving
De Polder Halfweg is een relatief jonge polder, die in 1934 is aangelegd en in 1935 is drooggemalen. De polder wordt in het oosten begrensd door de Jan van Nassauweg met oostelijk daarvan de Polder Giethoorn, in het zuiden door de Thijssengracht, in het noorden door het Steenwijkerdiep en in het westen door het Giethoornsche Meer, de Slibkolk en de Wetering Oost. Het poldergemaal staat aan de Oeverweg bij de Slibkolk. Het overtollige water wordt afgevoerd naar het Giethoornsche Meer.